# معركة دومانيتش
معركة دومانيتش (بالتركية: Domaniç Savaşı)‏، وقعت عام 1287م أثناء تأسيس الدولة العثمانية، وتُعرف أيضا في المصادر العثمانية القديمة بمعركة التوائم (بالتركية: İkizce Savaşı)‏ لأنها وقعت في قرية إيكيزجا (بالتركية: İkizce)‏ ومعناها التوائم، بمنطقة دومانيتش (بالتركية: Domaniç)‏. وهي ثالث حرب للعثمانيين بعد معركة «جبل أرمينيا» (بالتركية:  Cebel-i Ermeniyye)‏ عام 1282م ومعركة فتح كولاجا حصار (بالتركية: Kulacahisar)‏ في بورصا عام 1285م. 
كانت معركة دومانيتش نقطة تحول أساسية في تأسيس الامبراطورية العثمانية، حتى أن المؤرخين الأتراك في العصر الحديث يعدونها الحرب الحقيقية الأولى للدولة العثمانية.

## موضع المعركة
دومانيتش هي منطقة تقع حاليا في الجمهورية التركية، وتتبع لمحافظة كوتاهية. 

## أسباب المعركة
عندما فتح العثمانيون كولاجا حصار (بالتركية:  Kulacahisar'ın Fethi)‏ عام 1285م، اجتمع التكافرة (جمع: تكفور، وهو اللقب التركي الذين كانوا يُسمون به الحكام المحليين للدولة البيزنطية) في الصباح وقالوا فيما بينهم لتكفور قلعة قره جه حصار (بالتركية: Karacahisar)‏: «فيم تقف مكتوفا أنت ونسلك من بعدك؟ وأنهم سوف يأخذون مقاطعتنا هذه من أيدينا؟ سوف يأخذونها! ليس الترك أنفسهم الذين استقروا في هذا المكان، ولكن نحن أيضا استقرينا فيه. الآن، إن لم نخرجهم من تلك المقاطعة وإلا فسوف نندم في النهاية». 

## تحالف البيزنطيين ضد الترك
خاف آيا نيكولاس (Aya Nikola) تكفور مقاطعة إينغول (بالتركية: İnegöl)‏ من قوة الخانية القاييوية (إمارة قبيلة قايي) الآخذة في التزايد وخاصة بعد أن فتح الأتراك كولاجا حصار (بالتركية:  Kulacahisar)‏ في بورصا عام 1285م، ففام بتحريض تكفور قره جه حصار (بالتركية: Karacahisar )‏ المجاور له على الأتراك. 
أدت هذه الوقعة إلي تحالف تكفور مقاطعة إينغول مع تكفور قره جه حصار ضد أتراك الخانية القاييوية الذين كانوا تحت إمرة أبناء أرطغرل.

## معركة إيكيزجا بمنطقة دومانيتش
بعد فترة من الزمن، اندمجت قوات آيا نيكولاس تكفور إينغول مع قوات تكفور قره جه حصار، وقام آيا نيكولاس بجمع عدد كبير من الجنود تحت هذا التحالف وعين كالانوز (أو كيلوز) Kalanoz / Keloz أخو تكفور قره جه حصار قائدا عسكريا على تلك القوات.
في عام 1287م، سارت قوات الجيش البيزنطية المشتركة لملاقاة الخانية القاييوية في إيكيزجا (بالتركية: İkizce)‏ بمنطقة دومانيتش (بالتركية: Domaniç)‏. وهناك دارت رحى المعركة ضد أتراك الخانية القاييوية، وانهزمت القوات البيزنطية في نهاية الأمر، وفر منهم من بقي على قيد الحياة. 

## شهداء المعركة

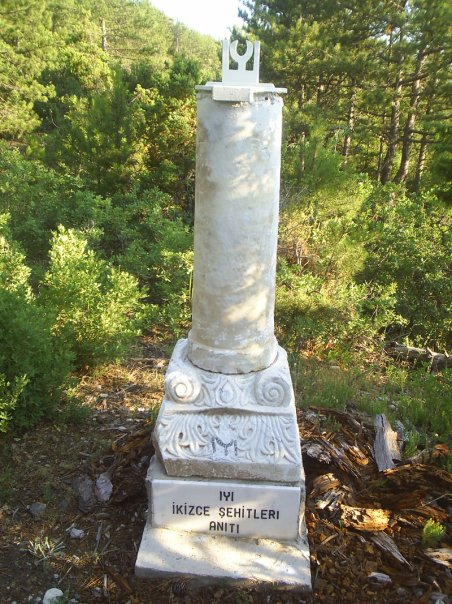
النصب التذكاري للشهداء في "إيكيزجي".

استشهد في المعركة سارو باطو صاووجي بك بن أرطغرل غازي، الأخ الشقيق لعثمان الأول. 

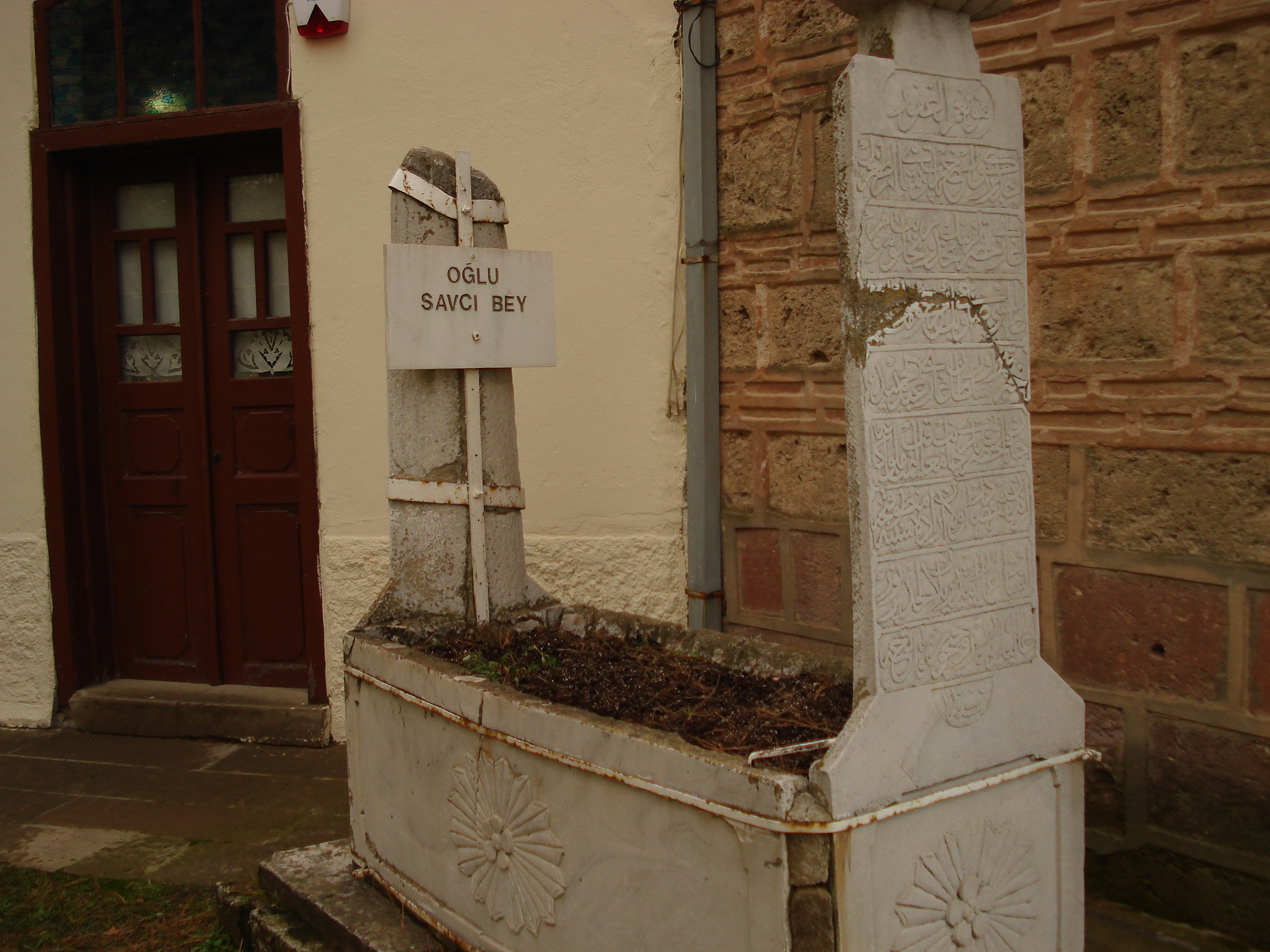
قبر "صاووجي بك" بن أرطغرل، وشقيق عثمان الأول، بمقبرة أرطغرل بمدينة سكود.

## قتلى المعركة
قُتل كالانوز أخو تكفور قره جه حصار القائد العسكري أثناء هربه من المعركة باتجاه قره جه حصار، وقُتل معه عدد كبير من الجنود البيزنطيين، وولى الأدبار الجنود الباقين وفروا من أرض المعركة بعد الهزيمة النكراء. 
وبحسب المرويات، أمر عثمان الأول بقتل كالانوز انتقاما لأخيه سارو باطو صاووجي بك بن أرطغرل غازي، الأخ الشقيق لعثمان الأول.